# Mohd Ivan Yusoff
Mohd Ivan bin Mohd Yusoff (Kuala Lumpur, 13 maggio 1982) è un ex calciatore malese, di ruolo centrocampista.

## Carriera

### Club
Comincia a giocare al Kuala Lumpur. Nel 2005 passa al Perlis. Nel 2006 si trasferisce al Kuala Lumpur. Nel 2009 viene acquistato dal PKNS.

### Nazionale
Ha debuttato in Nazionale nel 2004. Ha messo a segno la sua prima rete con la maglia della Nazionale il 18 giugno 2007, nell'amichevole Malesia-Cambogia (6-0), in cui ha siglato la rete del momentaneo 2-0. Ha partecipato, con la Nazionale, alla Coppa d'Asia 2007. Ha collezionato in totale, con la maglia della Nazionale, 12 presenze e una rete.